# Robert McAlmon
Robert Menzies McAlmon (ur. 9 marca 1896 w Clifton, zm. 2 lutego 1956 w Desert Hot Springs) – amerykański poeta i wydawca.
Jedyną biografią McAlmona jest Adrift Among Geniuses: Robert McAlmon, Writer and Publisher of the Twenties (1975) Sanforda J. Smollera.